# Kommunal (Österreich)
Das Kommunal (Originalschreibweise: KOMMUNAL) ist ein monatlich erscheinendes, überparteiliches Fachmagazin und richtet sich an österreichische Gemeinden. In seiner frühesten Form erschien das Magazin erstmals im Jahr 1989. Bei der inhaltlichen Gestaltung arbeiten der Österreichische Kommunal-Verlag GmbH (alternative Schreibweise: Kommunalverlag) und der österreichische Gemeindebund  zusammen. Medieninhaber ist der Österreichische Kommunal-Verlag.

## Geschichte
Der Wunsch nach einer Fachzeitschrift für die Gemeinden und einem Erfahrungsaustausch wurde in Österreich 1948 vom Generalsekretärs des Gemeindesbundes, Alfred Sponner, formuliert. Mit der Österreichischen Gemeinde Rundschau wurde 1963 ein erster Versuch unternommen, diesem Wunsch zu entsprechen. Die sporadischen Erscheinungstermine der Rundschau genügten nicht dem Informationsbedarf des Gemeindebundes. Dieser Bedarf wurde ab der Verankerung des österreichischen Gemeindebundes in der Bundesverfassung 1988 (Art. 115 Abs. 3) besonders deutlich. Am 24. Januar 1989 beschloss der Vorstand des Gemeindebundes daraufhin die Herausgabe einer eigenen Zeitung, die zunächst die Bezeichnung kommunal-journal trug. Der erste Verleger war der Journalist Karl-Heinz Richter und die erste Ausgabe erschien im März 1989. Im Mai 1989 umfasste das kommunal-journal 32 Seiten und besaß eine geprüfte Auflage von 10.000 Stück.
Nach dem Tod von Richter im Jahr 1993 übernahm Walter Zimper mit der NÖ ZeitschriftenverlagsgmbH das Magazin des Gemeindebundes, welches ab diesem Zeitpunkt unter dem Namen Kommunal-Magazin erschien. Das beherrschende Thema in den folgenden Jahren war der EU-Beitritt Österreichs. 1994 betrug die kontrollierte Auflage 13.500 Stück. 1995 wurde erstmals die Kommunalmesse veranstaltet, die bis heute den Gemeindetag begleitet.
1996 gründete der Verlag eine Filiale in Wien, die heute der Hauptsitz des Unternehmens ist. Der Sitz befindet sich in der Löwelstraße im Palais Montenuovo, direkt neben dem Bundeskanzleramt. Der Gemeindebund befindet sich heute im gleichen Gebäude. Im Jahr 1997 erfolgte ein Relaunch und die ÖAK belegte eine Auflage von 30.000 Stück. Im gleichen Jahr übernahm Hans Braun die Leitung der Redaktion. Er ist bis heute Chefredakteur des Fachmagazins.
1996 wurde eine tagesaktuelle Sonderausgabe anlässlich des jährlichen Gemeindetages etabliert, die bis heute die Veranstaltung begleitet. Ab 1997 wurde der heutige Name Kommunal (Originalschreibweise: KOMMUNAL) eingeführt und das Magazin erscheint seitdem auf monatlicher Basis. Im Jahr 1999 startete die erste Online-Präsenz des Kommunal.
2003 verlieh der damalige Bundespräsident Thomas Klestil Walter Zimper den Ehrentitel "Professor" für den Aufbau einer "qualitativen Kommunalpresse".
Im Jahr 2008 verstarb der langjährige Leiter des Kommunal Walter Zimper. Der älteste Sohn Walter übernahm den Kommunalverlag, an dem er schon in den Vorjahren mitwirkte. 2009 erschien die 150. Ausgabe des Kommunal. 2010 verstarb Walter Zimper Jun. und die Leitung des Verlags wurde von Michael Zimper übernommen. Im Jahr 2010 belegte die Österreichische Auflagenkontrolle eine Auflagenzahl von mehr als 35.000 Stück pro Monat.
Im Jahr 2013 führte der Kommunal-Verlag einen Innovationspreis namens Impuls (Originalschreibw.: IMPULS) für die österreichischen Gemeinden ein. Im Herbst 2014 wurde die Online-Präsenz des Kommunal neu gestaltet.
Seit 2020 und dem Start der Corona-Pandemie bietet der Kommunalverlag auch Webinare für die Entscheidungsträger in Gemeinden an.

### Expansion nach Deutschland
2015 expandierte der Verlag nach Deutschland. Das vom Aufbau her nahezu idente Kommunal Deutschland kann als Schwestermagazin von Kommunal Österreich bezeichnet werden. In Kooperation mit dem deutschen Städte- und Gemeindebund wird das Magazin von der Zimper Media GmbH mit Sitz in Berlin produziert.

## Zielgruppe
Das Kommunal dient als Informationsinstrument für Bürgermeister, Vizebürgermeister, geschäftsführende Gemeinderäte, Amtsleiter, Kassenverwalter, Bauhofleiter, Wassermeister.

## Fachliche Bedeutung
Durch die große Anzahl an juristischen Fachbeiträgen wird zu vielen Anlässen aus dem Kommunal zitiert.

## Weitere Publikationen des Kommunal-Verlags
- NÖ Gemeinde – Fachmagazin des NÖ Gemeindebundes
- Trockenbau Journal – Fachorgan für Stuckateur- und Trockenausbau-Unternehmen
- Schule & Sportstätte – Fachjournal des Österreichischen Instituts für Schul- und Sportstättenbau
- a3bau – Fachjournal für die Baubranche
- Hand in Hand – Broschüre in Zusammenarbeit mit dem Kuratorium für Verkehrssicherheit und Gastauftritten von Helmi zur Schulung von Kindern bezüglich Verkehrssicherheit

## Kommunalbedarf
Seit 2016 versucht der Kommunal-Verlag, der Medieninhaber des Kommunal, das Informationsangebot für Gemeinden durch ein Güterangebot für Gemeinden in Österreich und Deutschland zu ergänzen. Mit dieser Motivation wurde der kommunale Marktplatz Kommunalbedarf.at bzw. kommunalbeschaffung.de geschaffen.